# Лайллис, Кристофер
Кристофер Лайллис (англ. Christopher Lillis; род. 4 октября 1998, Рочестер, Нью-Йорк) — американский фристайлист (акробатика), олимпийский чемпион 2022 года, двукратный чемпион мира в командной акробатике, двукратный призёр чемпионатов мира в акробатике. Победитель и призёр этапов Кубка мира.

## Биография
В сезоне 2015/2016 годов Лайллис впервые в карьере дебютировал на этапах Кубка мира по лыжной акробатике.
На чемпионате мира в 2021 году в Казахстане он завоевал две медали — серебро в личном первенстве и бронзу в командном.
В 2022 году принял участие в зимних Олимпийских играх в Пекине. В командном соревновании акробатов в составе американской сборной стал олимпийским чемпионом. В индивидуальных соревнованиях был шестым в итоговом зачёте.
В 2023 году принял участие в чемпионате мира в Бакуриани, где стал чемпионом в командной акробатике в составе США.
В марте 2025 года участвовал в чемпионате мира по фристайлу и завоевал золотую медаль в командном состязании лыжных акробатов, во второй раз подряд став чемпионом мира.